# كول وايت
كول وايت (بالإنجليزية: Cole White)‏ هو لاعب كرة قاعدة أمريكي، ولد في 3 أبريل 1985 في بل في الولايات المتحدة.

## وصلات خارجية
- كول وايت على موقعبيزبول رفرنس.كوم (الدوري الثانوي) (الإنجليزية)
- كول وايت على موقع مشجعي الرسوم البيانية (الإنجليزية)